# Saurimo
Saurimo (dawniej Vila Henrique de Carvalho) – miasto w północno-wschodniej Angoli, nad rzeką Chicapa, ośrodek administracyjny prowincji Lunda Południowa. Liczy ok. 41,3 tys. mieszkańców. W mieście rozwinął się przemysł spożywczy.